# Omloop Het Nieuwsblad 2018
De 73e editie van de wielerwedstrijd Omloop Het Nieuwsblad vond plaats op 24 februari 2018. De start was in Gent en de finish in Meerbeke. Organisator Flanders Classics besliste om het oude parcours van de Ronde van Vlaanderen (voor 2012) over te nemen voor de finale van deze wedstrijd. Na een passage door de Vlaamse Ardennen reed het peloton in Geraardsbergen de Muur en de Bosberg over voor de aankomst op de Halsesteenweg in Meerbeke. Greg Van Avermaet was titelverdediger bij de mannen, Lucinda Brand won de wedstrijd in 2017 bij de vrouwen.

## Mannen

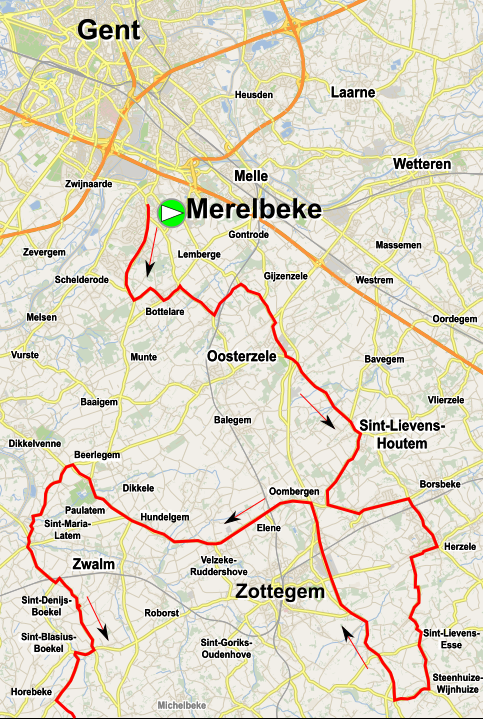
Deel 1 van het parcours

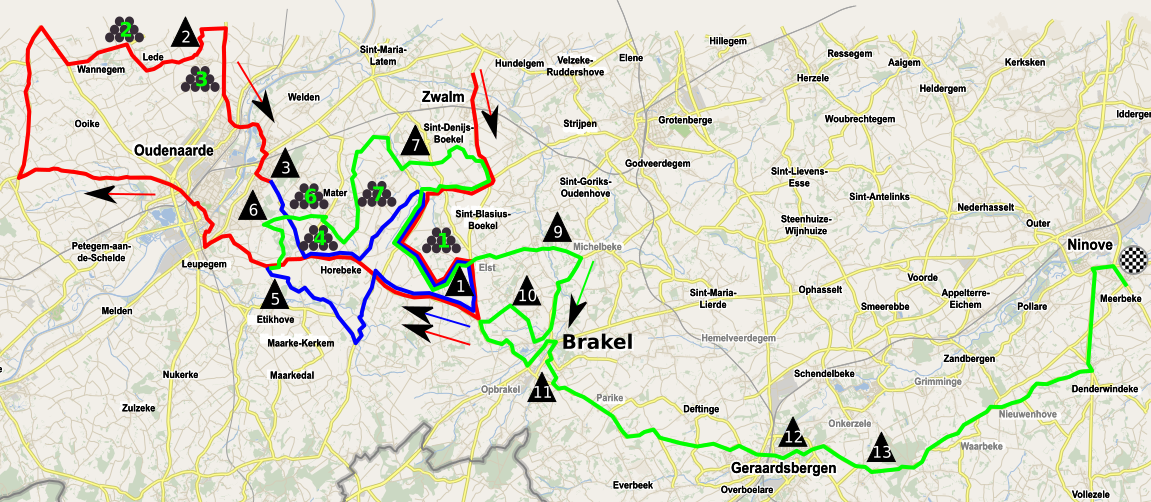
Deel 2 van het parcours

### Parcours
In totaal telde het parcours 13 hellingen en reden de renners drie keer over de kasseien van de Haaghoek.

### Deelnemende ploegen
De Omloop Het Nieuwsblad is onderdeel van de UCI World Tour, maar World Tour-ploegen hadden er startrecht, geen startplicht. Movistar verkoos niet deel te nemen.
| WorldTour                                     | ProContinentaal              |
| --------------------------------------------- | ---------------------------- |
| AG2R La Mondiale                              | Wanty-Groupe Gobert          |
| Astana Pro Team                               | Sport Vlaanderen-Baloise     |
| Bahrain-Merida                                | Veranda's Willems-Crelan     |
| BMC Racing Team                               | WB-Aqua Protect-Veranclassic |
| BORA-hansgrohe                                | Cofidis                      |
| Team EF Education First-Drapac p/b Cannondale | Team Fortuneo-Samsic         |
| Team Dimension Data                           | Vital Concept                |
| FDJ                                           | Roompot-Nederlandse Loterij  |
| Lotto Soudal                                  |                              |
| Mitchelton-Scott                              |                              |
| Quick-Step Floors                             |                              |
| Team Katjoesja Alpecin                        |                              |
| Team LottoNL-Jumbo                            |                              |
| Team Sky                                      |                              |
| Team Sunweb                                   |                              |
| Trek-Segafredo                                |                              |
| UAE Team Emirates                             |                              |

### Uitslag
| Plaats  | Naam               | Ploeg                  | tijd    |
| ------- | ------------------ | ---------------------- | ------- |
| Winnaar | Michael Valgren    | Astana Pro Team        | 4.52,02 |
| 2       | Łukasz Wiśniowski  | Team Sky               | + 11"   |
| 3       | Sep Vanmarcke      | Education First-Drapac | z.t.    |
| 4       | Jasper Stuyven     | Trek-Segafredo         | z.t.    |
| 5       | Philippe Gilbert   | Quick-Step Floors      | z.t.    |
| 6       | Edward Theuns      | Team Sunweb            | z.t.    |
| 7       | Bert Van Lerberghe | Cofidis                | z.t.    |
| 8       | Sonny Colbrelli    | Bahrain-Merida         | z.t.    |
| 9       | Arnaud Démare      | Groupama-FDJ           | z.t.    |
| 10      | Marcus Burghardt   | BORA-hansgrohe         | z.t.    |

## Vrouwen

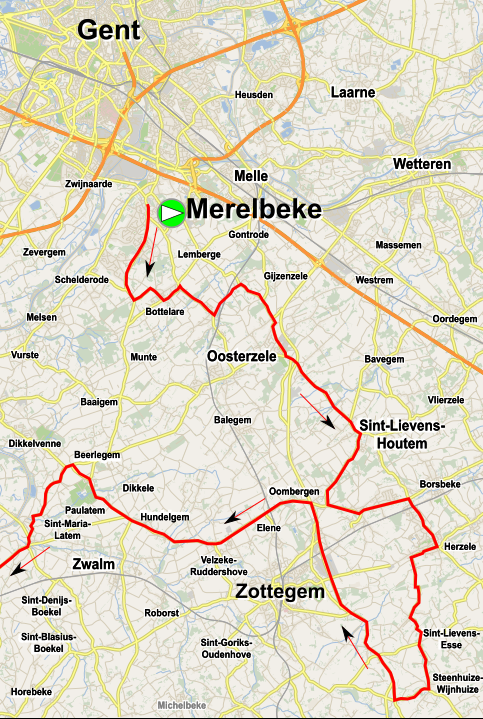
Deel 1 van het parcours

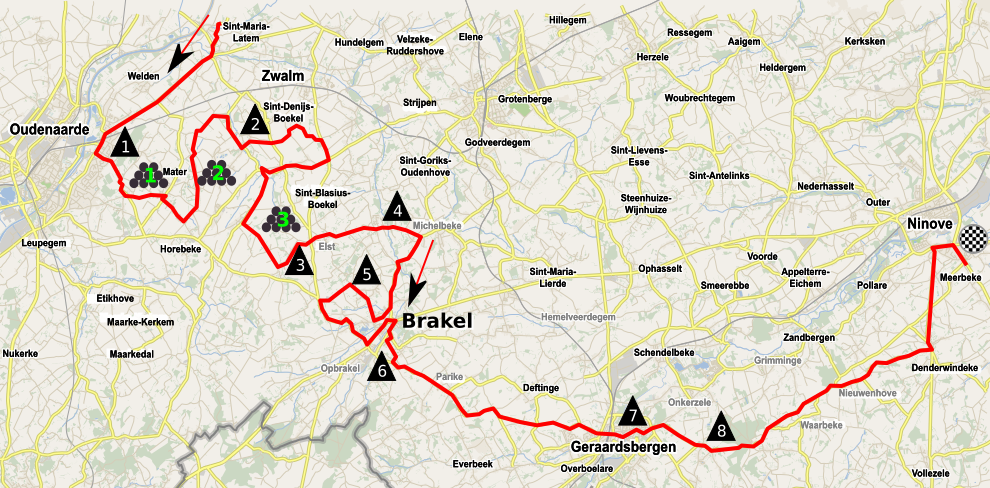
Deel 2 van het parcours

### Deelnemende ploegen
| UCI-teams                          | UCI-teams                         | Clubteams          |
| ---------------------------------- | --------------------------------- | ------------------ |
| Alé Cipollini                      | Hitec Products                    | Autoglas Wetteren  |
| Boels Dolmans Cycling Team         | Lotto Soudal Ladies               | Equano             |
| BTC City Ljubljana                 | Mitchelton-Scott                  | Jos Feron          |
| Canyon-SRAM                        | Parkhotel Valkenburg Cycling Team | Isorex             |
| Cylance Pro Cycling                | Team Sunweb                       | Keukens Redant     |
| Doltcini-Van Eyck Sport            | Team Virtu Cycling                | Sprinters Malderen |
| Experza-Footlogix                  | Valcar PBM                        |                    |
| FDJ Nouvelle-Aquitaine Futuroscope | Waowdeals Pro Cycling             |                    |
| Health Mate-Cyclelive              | Wiggle High5                      |                    |

### Uitslag
| Plaats  | Naam                      | Ploeg                   | tijd     |
| ------- | ------------------------- | ----------------------- | -------- |
| Winnaar | Christina Siggaard        | Team Virtu              | 3u35'20" |
| 2       | Alexis Ryan               | Canyon-SRAM             | z.t.     |
| 3       | Maria Giulia Confalonieri | Valcar PBM              | z.t.     |
| 4       | Chloe Hosking             | Alé Cipollini           | z.t.     |
| 5       | Coryn Rivera              | Team Sunweb             | z.t.     |
| 6       | Nina Kessler              | Hitec Products          | z.t.     |
| 7       | Jeanne Korevaar           | Waowdeals Pro Cycling   | z.t.     |
| 8       | Jolien D'Hoore            | Mitchelton-Scott        | z.t.     |
| 9       | Marta Cavalli             | Valcar PBM              | z.t.     |
| 10      | Audrey Cordon-Ragot       | Wiggle High5            | z.t.     |
| 11      | Elisa Longo Borghini      | Wiggle High5            | z.t.     |
| 12      | Valerie Demey             | Lotto Soudal Ladies     | z.t.     |
| 13      | Janneke Ensing            | Alé Cipollini           | z.t.     |
| 14      | Jip van den Bos           | Boels Dolmans           | z.t.     |
| 15      | Chantal Blaak             | Boels Dolmans           | z.t.     |
| 16      | Julie Leth                | Wiggle High5            | z.t.     |
| 17      | Lauren Stephens           | Cylance Pro Cycling     | z.t.     |
| 18      | Ellen van Dijk            | Team Sunweb             | z.t.     |
| 19      | Thalita de Jong           | Experza-Footlogix       | z.t.     |
| 20      | Sofie De Vuyst            | Doltcini-Van Eyck Sport | z.t.     |

1945 · 1946 · 1947 · 1948 · 1949 · 1950 · 1951 · 1952 · 1953 · 1954 · 1955 · 1956 · 1957 · 1958 · 1959 · 1960 · 1961 · 1962 · 1963 · 1964 · 1965 · 1966 · 1967 · 1968 · 1969 · 1970 · 1971 · 1972 · 1973 · 1974 · 1975 · 1976 · 1977 · 1978 · 1979 · 1980 · 1981 · 1982 · 1983 · 1984 · 1985 · 1986 · 1987 · 1988 · 1989 · 1990 · 1991 · 1992 · 1993 · 1994 · 1995 · 1996 · 1997 · 1998 · 1999 · 2000 · 2001 · 2002 · 2003 · 2004 · 2005 · 2006 · 2007 · 2008 · 2009 · 2010 · 2011 · 2012 · 2013 · 2014 · 2015 · 2016 · 2017 · 2018 · 2019 · 2020 · 2021 · 2022 · 2023 · 2024 · 2025
 Tour Down Under ·
 Great Ocean Road Race ·
 Ronde van Abu Dhabi ·
 Omloop Het Nieuwsblad ·
 Strade Bianche ·
 Parijs-Nice · 
 Tirreno-Adriatico · 
 Milaan-San Remo ·
 Ronde van Catalonië ·
 Gent-Wevelgem ·
 Dwars door Vlaanderen ·
 E3 Harelbeke ·
 Ronde van Vlaanderen ·
 Ronde van het Baskenland ·
 Parijs-Roubaix ·
 Amstel Gold Race ·
 Waalse Pijl ·
 Luik-Bastenaken-Luik ·
 Ronde van Romandië ·
 Eschborn-Frankfurt ·
 Ronde van Italië ·
 Ronde van Californië ·
 Critérium du Dauphiné ·
 Ronde van Zwitserland ·
 Ronde van Frankrijk ·
 RideLondon Classic ·
 Clásica San Sebastián ·
 Ronde van Polen ·
  BinckBank Tour ·
 Ronde van Spanje ·
 EuroEyes Cyclassics ·
 Bretagne Classic ·
 GP van Quebec ·
 GP van Montreal ·
 Ronde van Lombardije ·
 Ronde van Turkije ·
 Ronde van Guangxi